# Augustus Quirinus Rivinus
Augustus Quirinus Rivinus (ursprungligen Bachmann), född 9 december 1652 i Leipzig, död där 20 december 1723, var en tysk läkare och botaniker, en av Carl von Linnés lärdaste föregångare. 
Rivinus, som var son till den bekante Leipzigläkaren Andreas R.I. Bachmann (född 1601, död 1656), blev medicine doktor i Helmstedt, praktiserande läkare i Leipzig och 1691 professor i fysiologi och botanik. 
Rivinus utgav Introductio generalis in rem herbariam (tredje upplagan, 1690-1720) och vann sin ryktbarhet genom ett nytt växtsystem med indelningsgrunder hämtade från blomhyllets byggnad, samt den energi och det slöseri, som han nedlade på illustrerandet av sina stora verk Ordo plantarum (tre band, 1690-99) och Icones plantarum (postumt utgiven av Christian Gottlieb Ludwig). 
Rivinus skrev en stor mängd medicinsk-anatomiska avhandlingar och bedrev även bland annat astronomisk och litteraturhistorisk forskning.